# Liste der Baudenkmäler in Düsseltal
Die Liste der Baudenkmäler in Düsseltal enthält die denkmalgeschützten Bauwerke auf dem Gebiet von Düsseldorf-Düsseltal, Stadtbezirk 2, in Nordrhein-Westfalen. Diese Baudenkmäler sind in der Denkmalliste der Stadt Düsseldorf eingetragen; Grundlage für die Aufnahme ist das Denkmalschutzgesetz Nordrhein-Westfalen (DSchG NRW).

## Baudenkmäler
| Bild                    | Bezeichnung               | Lage                                            | Beschreibung | Bauzeit              | Eingetragen seit   | Denkmal- nummer |
| ----------------------- | ------------------------- | ----------------------------------------------- | --- | -------------------- | ------------------ | --------------- |
| Achenbachstraße 24      | Achenbachstraße 24        | Achenbachstraße 24 40237 Düsseldorf Karte       | Wohnhaus im Stil des Neobarock; Architekt Richard Hultsch. | 1905–1906            | 4. Mai 1984        | A 591           |
| weitere Bilder          |                           | Achenbachstraße 28 40237 Düsseldorf Karte       | Wohnhaus im Stil des Neobarock; Architekten Verheyen und Stobbe. | 1904–1905            | 13. April 1984     | A 583           |
| weitere Bilder          |                           | Düsselkämpchen 2 40239 Düsseldorf Karte         | Wohnhaus im Stil der 1930er Jahre; Architekt Carl Staudt. | 1931                 | 20. Juni 1984      | A 637           |
| weitere Bilder          | Wohnhaus Freytagstraße 30 | Freytagstraße 30 Karte                          | Neuklassizistisches Wohnhaus, Architekten: Hermann vom Endt und Walter vom Endt | 1923                 | 13. Juli 2015      | A 1667          |
| weitere Bilder          |                           | Goethestraße 7 40237 Düsseldorf Karte           | Wohnhaus im Übergangsstil (Werkbund); Architekten Carl Moritz und Werner Stahl. | 1908–1910            | 20. Februar 1984   | A 543           |
| weitere Bilder          |                           | Goethestraße 83-85 40237 Düsseldorf Karte       | Verwaltungsgebäude | 1926–1929            | 28. August 1987    | A 1063          |
| Hanielgarage            | Hanielgarage              | Grafenberger Allee 258 40237 Düsseldorf Karte   | Technisches Denkmal | 1950–1951            | 12. September 1985 | A 923           |
| Uhrenturm               | Uhrenturm                 | Grafenberger Allee 300 40237 Düsseldorf Karte   | Der Anfang des 20. Jahrhunderts (ca. 1904) von Hermann von Endt erbaute und seit 1984 unter Denkmalschutz stehende Uhrenturm war Teil eines neuen Torwärterhauses der Maschinenbaufabrik Haniel & Lueg (1874 - 1960). Vom 1. Oktober 1995 bis 31. Dezember 2022 befand sich hier die Hermann-Harry-Schmitz-Societät e. V. mit dem gleichnamigen Institut & Museum. Seit 1. Januar 2023 ist der historische Uhrenturm Sitz der Alde Düsseldorfer Bürgergesellschaft von 1920 e. V., die das „kleinste Kulturinstitut in der Stadt Düsseldorf“ (mit dem Hermann-Harry-Schmitz-Museum in der Laterne des Uhrenturms) im bisherigen Sinne fortführt. | ca. 1904             | 1. März 1984       | A 551           |
|                         |                           | Grunerstraße 32 40239 Düsseldorf Karte          | Wohnhaus im Übergangsstil (Werkbund); Architekt Victor Wolff | 1912                 | 18. Januar 1984    | A 518           |
| weitere Bilder          |                           | Hebbelstraße 12 40237 Düsseldorf Karte          | Wohnhaus im Stil des Neobarock | 1916–1918            | 16. Januar 1985    | A 842           |
| Haus Neiser             | Haus Neiser               | Heinrichstraße 12 40237 Düsseldorf Karte        | Wohnhaus | 1954–1955            | 3. März 1997       | A 1411          |
| Herderstraße 59         | Herderstraße 59           | Herderstraße 59 40237 Düsseldorf Karte          | Wohnhaus im Übergangsstil (Werkbund) | 1907                 | 20. Februar 1984   | A 544           |
|                         |                           | Humboldtstraße 13 40237 Düsseldorf Karte        | Wohnhaus im Stil der Neorenaissance | 1895                 | 27. September 1982 | A 222           |
| Humboldtstraße 15       | Humboldtstraße 15         | Humboldtstraße 15 40237 Düsseldorf Karte        | Wohnhaus im Stil des Neobarock | 1900–1901            | 27. September 1982 | A 223           |
|                         |                           | Humboldtstraße 17 40237 Düsseldorf Karte        | Wohnhaus im Stil der Neorenaissance; Architekt Otto van Els | 1890–1891            | 27. September 1982 | A 224           |
| weitere Bilder          |                           | Humboldtstraße 31 40237 Düsseldorf Karte        | Wohnhaus im Stil der Neorenaissance | 1898–1899            | 12. April 1984     | A 579           |
| weitere Bilder          |                           | Lindemannstraße 18 40237 Düsseldorf Karte       | Wohnhaus im Übergangsstil (Werkbund) | 1907                 | 27. September 1982 | A 229           |
| weitere Bilder          |                           | Lindemannstraße 20 40237 Düsseldorf Karte       | Wohnhaus im Übergangsstil (Werkbund), Architekt: Carl Moritz, Werner Stahl | 1907                 | 27. September 1982 | A 230           |
| weitere Bilder          |                           | Lindemannstraße 22 40237 Düsseldorf Karte       | Wohnhaus im Stil des Neobarock | 1908                 | 26. September 1997 | A 1425          |
| weitere Bilder          |                           | Lindemannstraße 34 40237 Düsseldorf Karte       | Wohnhaus im Stil des Neobarock, Architekt: Carl Moritz, Werner Stahl | 1907                 | 27. September 1982 | A 231           |
| weitere Bilder          |                           | Lindemannstraße 36 40237 Düsseldorf Karte       | Wohnhaus im Stil der Neorenaissance; Architekt Otto van Els | 1908                 | 26. März 1982      | A 102           |
| weitere Bilder          |                           | Lindemannstraße 40 40237 Düsseldorf Karte       | Wohnhaus im Stil des Neobarock; Architekt Theo Westbrock | 1912                 | 27. September 1982 | A 232           |
| weitere Bilder          |                           | Lindemannstraße 42 40237 Düsseldorf Karte       | Wohnhaus (von Walter Petersen) im Übergangsstil (Werkbund); Architekt Wilhelm Kreis | 1913                 | 29. Juli 1982      | A 233           |
| weitere Bilder          | Goethe-Gymnasium          | Lindemannstraße 57 40237 Düsseldorf Karte       | Unter dem Namen Auguste-Viktoria-Schule, 1911 als Lyzeum für Mädchen gegründet, zog diese 1914 in den Neubau an der Lindemannstraße ein. 1946 wurde die Schule in Goethe-Schule umbenannt; seit 1983 Goethe-Gymnasium. | Anfang 20. Jh.       | 26. März 1986      | A 976           |
| Lindemannstraße 66-68   | Lindemannstraße 66-68     | Lindemannstraße 66-68 40237 Düsseldorf Karte    | Wohnhäuser im Stil der Zwanziger Jahre | 1925                 | 5. Dezember 1986   | A 234           |
| weitere Bilder          | Matthäikirche             | Lindemannstraße 70 40237 Düsseldorf Karte       | Kirchengebäude | 1930–1931            | 27. September 1982 | A 235           |
| Haus der Eisenindustrie | Haus der Eisenindustrie   | Max-Planck-Straße 1 40237 Düsseldorf Karte      | Verwaltungsgebäude | 1934–1935            | 25. März 1994      | A 1286          |
| weitere Bilder          |                           | Max-Planck-Straße 7 40237 Düsseldorf Karte      | Wohnhaus | 1947                 | 21. November 1997  | A 1427          |
| weitere Bilder          | ehem. Friedhof            | Max-Planck-Straße o. Nr. 40237 Düsseldorf       | Friedhofsanlage | Anfang 19. Jh.       | 4. Februar 1985    | A 847           |
| Hungerturm              | Hungerturm                | Max-Planck-Straße o. Nr. 40237 Düsseldorf Karte | Hungerturm des ehemaligen Klosters Düsselthal | ca. 1710             | 16. Oktober 1984   | A 733           |
| Buscher Mühle           | Buscher Mühle             | Mulvanystraße 15 40239 Düsseldorf Karte         | Technisches Denkmal | 1956                 | 25. April 1991     | A 1224          |
| weitere Bilder          | Pauluskirche              | Paulusplatz 14 40237 Düsseldorf Karte           | Kirchengebäude | 1910–1913, 1952–1954 | 30. Mai 1986       | A 982           |
|                         |                           | Paulusstraße 1 40237 Düsseldorf Karte           | Wohnhaus im Übergangsstil (Werkbund) | 1909–1910            | 4. April 1984      | A 571           |
|                         |                           | Schumannstraße 81 40237 Düsseldorf Karte        | Wohnhaus im Stil des Neobarock | 1915                 | 9. April 1997      | A 1416          |